# Vincetoxicum
Vincetoxicum és un gènere de plantes de la família de les Apocynaceae.

## Descripció
Són arbustos, herbes erectes o, rarament enfiladisses herbàcies; arriben als 40-100 (-200) cm d'alt, poc ramificades. El làtex és de color i els rizomes estan presents i consisteixen en òrgans subterranis fins, arrels fasciculades. Les fulles són subsèssils o peciolades; herbàcies de paper, de 5-10 cm de llarg, 2,8 cm d'ample, ovades, obtuses basalment, arrodonides o lleugerament cordades. L'àpex és agut a acuminat, marginalment ciliat. Per sobre, les fulles, són glabres o escassament pubescents a les venes, per sota glabres, pubescents o vellutades principalment a les venes.

## Taxonomia
El gènere va ser decrit per Nathanael Matthaeus von Wolf i publicat en Genera Plantarum 130. 1776.

## Espècies
- Vincetoxicum abyssinicum Kuntze
- Vincetoxicum boissieri (Kusnez.) Holub
- Vincetoxicum funebre  Boiss. i Kotschy
- Vincetoxicum hirundinaria Medik.
- Vincetoxicum linifolium, Balf.f.
- Vincetoxicum nigrum Moench